# Cravon Gillespie
Cravon Tommy Gillespie (* 31. Juli 1996 in Pasadena, Kalifornien) ist ein US-amerikanischer Leichtathlet, der sich auf den Sprint spezialisiert hat.

## Sportliche Laufbahn
Cravon Gillespie studierte am Mt. San Antonio College und wechselte später an die University of Oregon, an der er 2020 einen Abschluss für Crime, Law and Society erhielt. Erste Erfahrungen bei internationalen Meisterschaften sammelte er im Jahr 2019, als er bei den Panamerikanischen Spielen in Lima in 10,38 s den sechsten Platz im 100-Meter-Lauf belegte und mit der US-amerikanischen 4-mal-100-Meter-Staffel in 38,79 s gemeinsam mit Jarret Eaton, Bryce Robinson und Mike Rodgers die Bronzemedaille hinter den Teams aus Brasilien und Trinidad und Tobago gewann. Anschließend kam er in der Staffel bei den Weltmeisterschaften in Doha im Vorlauf zum Einsatz und trug damit zum Gewinn der Goldmedaille durch die US-amerikanische Mannschaft bei. 2021 siegte er in 9,96 s über 100 Meter bei den USATF Golden Games und nahm im Sommer mit der Staffel an den Olympischen Sommerspielen in Tokio teil und schied dort mit 38,10 s im Vorlauf aus.

## Persönliche Bestzeiten
- 100 Meter: 9,93 s (+0,8 m/s), 7. Juni 2019 in Austin
  - 60 Meter (Halle): 6,57 s, 9. März 2019 in Birmingham
- 200 Meter: 19,93 s (+0,8 m/s), 7. Juni 2019 in Austin
  - 200 Meter (Halle): 20,73 s, 8. Februar 2019 in Albuquerque